# Vaters Garten – Die Liebe meiner Eltern
Vaters Garten – Die Liebe meiner Eltern ist ein Dokumentarfilm von Peter Liechti, in dem er seine Eltern Max und Hedi Liechti porträtiert. Der Film wurde 2013 mit dem Zürcher Filmpreis und 2014 mit dem Schweizer Filmpreis ausgezeichnet.

## Inhalt
Vaters Garten zeigt den Alltag von Liechtis Eltern. Sie sind pensioniert und leben in einem Wohnblock in einer Schweizer Stadt. Wenn das Gespräch auf die Vergangenheit kommt, offenbart sich ein fundamentaler Konflikt zwischen dem kleinbürgerlichen, religiös geprägten Leben der Eltern und ihrem Sohn, der sich in der Jugendbewegung und in der Kulturszene engagiert hat: «Du hast immer rebelliert», sagt die Mutter einmal. Aber auch zwischen den Eltern offenbaren sich tiefgreifende Differenzen in ihren Ansichten, Interessen und Lebensweisen; und der akribisch gepflegte Schrebergarten, der dem Film seinen Titel gab, entpuppt sich als Flucht des Vaters vor den Ansprüchen der Mutter, die lieber gereist wäre und sich in die Welt ihrer Bücher zurückzog. Das patriarchalische Weltbild ihrer Generation wird auch von der Mutter nicht in Frage gestellt: «Die Frau darf heute ihre Meinung äussern, doch der Mann hat das Sagen, und die Frau richtet sich einfach so ein, dass es keinen Krach gibt.»
Einzelne Gespräche zwischen Peter Liechti und seinen Eltern wurden als Puppenspiel nachinszeniert und zwischen die dokumentarischen Passagen geschnitten. Der Wortlaut entspricht aber den Interviews, die Liechti in den Jahren 2010 und 2011 mit seinen Eltern geführt hatte.

## Auszeichnungen
- Internationale Filmfestspiele Berlin 2013 – Leserpreis des Tagesspiegels
- Spezialpreis der Jury – SSA/Suissimage, für den innovativsten Schweizer Film aus allen Sektionen, Visions du Réel 2013[3]
- Zürcher Filmpreis 2013
- Fedeora Award European Documentary 2013, Crossing Europe Filmfestival Linz
- Schweizer Filmpreis 2014: Kategorien Bester Dokumentarfilm und Beste Montage (Tania Stöcklin)[4]